# Фехерварі уті Стадіон
«Фехерварі уті Стадіон» (угор. Fehérvári úti Stadion) — багатофункціональний стадіон у місті Пакш, Угорщина, домашня арена ФК «Пакш».
Стадіон побудований протягом 1965—1966 років та відкритий 1966 року. У 2016 році здійснено реконструкцію арени, в результаті чого споруджено чотири нові трибуни. 